# Deltochilum peruanum
Deltochilum peruanum es una especie de escarabajo del género Deltochilum, tribu Deltochilini, familia Scarabaeidae. Fue descrita científicamente por Paulian en 1938.
Especie bajo preocupación menor según la Lista Roja de la UICN.

## Distribución
Se distribuye por Ecuador y Perú.